# Dannemarie (Alt Rin)
Dannemarie (en alsacià Dàmmerkírech) és un municipi francès, situat a la regió del Gran Est, al departament de l'Alt Rin. L'any 2005 tenia 2.259 habitants.

## Demografia
| 1962  | 1968  | 1975  | 1982  | 1990  | 1999  |
| ----- | ----- | ----- | ----- | ----- | ----- |
| 1.318 | 1.702 | 1.965 | 1.939 | 1.820 | 1.988 |

## Administració
| Període    | Identitat                 | Partit |
| ---------- | ------------------------- | ------ |
| 1945 -1959 | Marcel Messerlin          |        |
| 1959 -1983 | Raymond Mertzweiller      |        |
| 1983 -1989 | Jean-Jacques Merius       |        |
| 1989 -1995 | Jean Kauffmann            |        |
| 1995-2001  | Gilbert Valentin          |        |
| 2001-2008  | Jean-Louis Premersdoerfer |        |
| 2008-      | Paul Mumbach              |        |

## Personatges il·lustres
- Eugène Ricklin, nacionalista alsacià i alcalde de 1895 a 1902.
- Leo Justinus Kauffmann, (1901-1944) músic.